# 피아노 삼중주 (차이콥스키)
표트르 차이콥스키의 삼중주 가단조 Op. 50은 1881년 12월부터 1882년 1월 말 사이에 로마에서 작곡되었다. À la mémoire d’un grand artiste[위대한 예술가를 기리며]라는 부제가 있다. 1881년 3월 23일 사망한 그의 절친한 친구이자 멘토인 니콜라이 루빈시테인을 기리며. 피아노, 바이올린, 첼로로 구성되어 있다.
작품의 첫 번째 버전은 1882년 1월 말에 완성되었다 3월과 4월에는 개인 공연을 했다. 이 작품은 10월 30일 모스크바에서 열린 러시아 뮤지컬 소사이어티의 4중주 콘서트에서 초연되기 전에 상당한 수정을 거쳤다. 연주자는 세르게이 타네예프(피아노), 얀 흐리말리(바이올린), 빌헬름 피첸하겐(첼로)이었다.
이 작품은 비극적 관점으로 주목받으며 두 개의 악장으로 구성되어 있다.
I. Pezzo elegiaco (Moderato assai – Allegro giusto) ( 가단조 ) (약 20:00)
II. (A) Tema con variazioni: Andante con moto( 마장조 ) – (B) Variazione finale e coda( 가장조 – 가단조)(약 27:00)